# عبد الله الرئيسي
الفريق الركن عبد الله خميس الرئيسي هو قائد عسكري عماني يشغل حالياً منصب رئيس أركان الجيش السلطاني العماني منذ 18 يناير 2021. شغل سابقًا قائد البحرية السلطانية العمانية.